# En gagnant mon pain

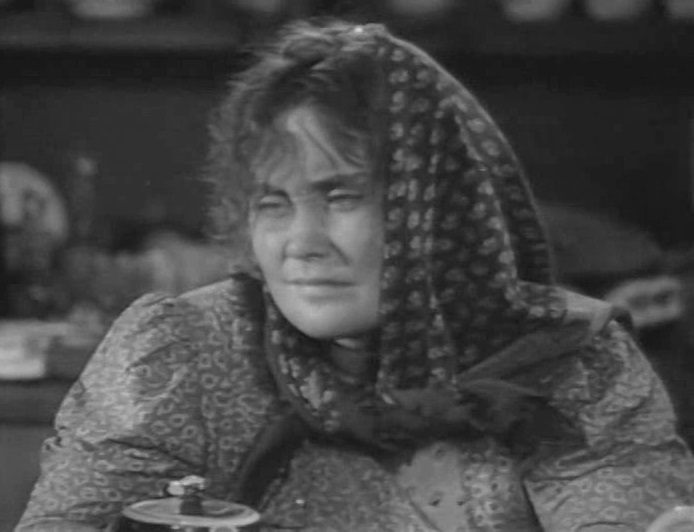
Extrait du film En gagnant mon pain (1939)

En gagnant mon pain (titre original russe : В людях, Chez les gens) est un film soviétique réalisé par Marc Donskoï, sorti en 1939, inspiré de l'Autobiographie de Maxime Gorki .

## Synopsis
Aliocha commence à gagner son pain chez son oncle Serguéev qui tente de l'initier au dessin industriel mais sa tante et sa grand-tante l'ont pris comme souffre-douleur, l'accaparent sans cesse pour assurer les tâches ménagères et délibérément l'empêchent d'apprendre le métier. Heureusement il sympathise avec Natalia la blanchisseuse et fait aussi connaissance avec une voisine, une dame riche qui lui prête des livres qu'il va lire, la nuit, en cachette car on veut aussi l'empêcher de lire. Il confesse bien au pope sa passion pour la lecture mais celui-ci fait la sourde oreille. Il surprend aussi des gens qui tiennent des réunions mais il ne comprend pas s'il y a une relation entre ce phénomène et l'assassinat du tsar Alexandre II qui est annoncé par le glas en pleine nuit. Il finit par quitter cette maison infernale car à la suite d'une rixe entre deux jeunes, éméchés, on l'accuse d'avoir volé un porte monnaie. C'est l'occasion pour la patronne de lui flanquer une raclée et de le renvoyer bien que Natalia prouve qu'il n'y est pour rien.
Il va rencontrer un cuisinier qui va lui trouver un emploi à bord du "Dobri", un vapeur qui navigue sur la Volga et qui tire une barge chargée de cages où sont enfermés des prisonniers. Employé à bord comme plongeur, il va devenir le meilleur ami du "cuistot" qui adore la lecture et qui, pendant les pauses, l'écoute lire. Ce personnage pittoresque tout en rondeurs va le soutenir à plusieurs reprises contre Sergueï, un serveur kleptomane retors qui tente de le corrompre et qui en désespoir de cause lui tend un piège pour que le buffetier constamment exaspéré et supérieur hiérarchique d'Alexeï, le renvoie.
Sa découverte de la Russie d'en bas va se poursuivre lorsqu'il va se retrouver à peindre des icônes dans l'atelier de maître Kouzma. Il va réaliser différentes images de Saints dont chacun a une fonction précise. Bien que lui et tous ses collègues travaillent comme des forçats, l'ambiance sur le lieu de travail est bonne et Aliocha va se faire beaucoup d'amis dont Pavel, Pachka, Sitanov. Mais ce dernier lit des livres interdits et lorsque Kouzma veut soudoyer Aliocha pour qu'il lui procure le cahier de son ami, Alexeï, outré, l'agresse ce qui provoque son renvoi et il part à nouveau regretté par tous ses compagnons de travail.
Il retourne chez ses grands-parents et bien que le premier contact avec le grand-père soit un désastre, la grand-mère est là pour tout arranger et lorsqu'ils passent tous les trois une journée dans la forêt pour faire une provision de bois, Aliocha peut découvrir ce qu'est une journée de bonheur.
Il sera de courte durée, car en ville, Aliocha retrouve Natalia en pleine détresse, Yakov et son neveu qui a été chassé parce qu'il n'a pas eu la chance d'être un chien pour avoir le droit, comme dans la chanson, " d'aboyer du soir au matin". Mais il faut repartir pour gagner son pain et Alexeï monte sur le vapeur, laissant sur le quai sa grand-mère qui pleure car elle sait qu'elle ne le reverra plus et le bateau s'éloigne au son lugubre de sa corne

## Fiche technique
- Titre français : En gagnant mon pain.
- Réalisation : Marc Donskoï.
- Assistant de réalisation : Rafaïl Perelstein.
- Consultant : I. Ladijnikov.
- Scénario : Ilia Grouzdev inspiré de l'œuvre de Maxime Gorki
- Photographie : Piotr Ermolov
- Caméra et Département électrique : P. Kracheninnikov, I. Malov
- Son : David Blok, Vladimir Dmtriev
- Direction artistique : I. Platonov
- Décors : Ivan Stepanov.
- Maquillage : S. Gordeïev, V. Levachev
- Musique : Lev Schwartz
- Société de production : Soyuzdetfilm
- Pays d'origine : URSS
- Date de sortie :
  -  Union soviétique : mars 1939
- Format : Noir et blanc - 35 mm - 1,37:1 - Spherical - Son Mono
- Genre : drame
- Durée : 97 minutes
- Sous-titres : S. Kouzmitchev

## Distribution
- Nadejda Berezovskaïa : Sergueeva Ivanovna, la fille de Matriona Ivanovna
- Nikolaï Gorlov : le buffetier
- Ivan Koudriavtsev : le dessinateur Vassili Sergueïev, gendre de Matriona Ivanovna
- Alexeï Liarski : Alexeï Pechkov, diminutif Aliocha, c'est-à-dire Maxime Gorki enfant
- Elisaveta Lilina : Matriona Ivanovna, la grand-tante d'Alexeï Pechkov.
- Vladimir Marouta: Mitropolski
- Varvara Massalitinova : Akoulina Ivanovna Kachirine, la grand-mère
- Vassili Novikov : oncle Yakov Kachirine
- Nikolaï Plotnikov : le peintre d'icônes Jikharev
- M. Povolotski : serveur Serguei
- E. Seleznev : Victor Ivanov ou Viktorouchka, fils de Matriona Ivanovna
- K. Tchougounov : le peintre d'icônes Ivan Larionytch
- Ivan Tchouvelev : le peintre d'icônes Sitanov.
- V. Terentiev : le peintre d'icônes Kapendioukhine.
- Alexandre Timontaïev : le cuisinier Morosez
- Mikhaïl Troïanovski : grand-père Kachirine
- Nikolaï Valbert
- Irina Zaroubina : Natalia, la blanchisseuse
- Daria Zerkalova : La "Reine Margot", la riche voisine qui prête des livres

## Distinctions
Renseignements fournis par R.U.S.C.I.C.O .
- 1941 : Prix Staline, appelé ensuite "Prix d'État de l'URSS" décerné au réalisateur Marc Donskoï et à l'actrice Varvara Massalitinova pour les films L'enfance de Gorki et En gagnant mon pain.
- 1948 : À la 9e Mostra de Venise, Prix spécial des journalistes italiens pour les films L'enfance de Gorki, En gagnant mon pain et Mes universités.
- 1949 : Au Festival international du film de Stockholm, premier prix pour la trilogie L'enfance de Gorki, En gagnant mon pain et Mes universités.
- 1955 : Au 11e Festival international du film d'Édimbourg, le prix Richard Winnington de 1954 pour la trilogie L'Enfance de Gorki, En gagnant mon pain et Mes universités.

## Autour du film
- Ce film édité en DVD par R.U.S.C.I.C.O est le second de la trilogie avec des sous-titres en français de S. Kouzmitchev